# ユースタス・マイルズ
ユースタス・マイルズ（Eustace Hamilton Miles, 1868年9月22日 - 1948年6月20日）はイギリスのテニス選手。リアルテニスのイギリス国内チャンピオンで、1908年ロンドンオリンピックに出場、ジュ・ド・ポームの決勝でアメリカのジェイ・グールド2世に敗れ、2位となった。
著述家としても知られ、テニスやスカッシュといったラケット競技に関するものや食生活に関する著書がある。

## おもな著書
- The Game of Squash（1900年）
- Racquets, Tennis and Squash（1902年）
- Muscle, Brain and Diet: A Plea for Simpler Foods（1905年）